# روح‌الله زم
روح‌الله زم (۵ مرداد ۱۳۵۷ – ۲۲ آذر ۱۳۹۹) روزنامه‌نگار و فعال سیاسی اهل ایران بود. او یکی از مخالفان نظام جمهوری اسلامی ایران بود که وبگاه و کانال تلگرامی خبری-تحلیلی آمدنیوز را تأسیس کرد و برای انتشار اسناد فساد حکومتی شناخته شد.
روح‌الله فرزند محمدعلی زم از روحانیون نزدیک به حکومت بود. نوجوانی و جوانی روح‌الله در دوره‌ای سپری شد که پدرش ریاست حوزه هنری سازمان تبلیغات اسلامی را برعهده داشت و او نیز دوره‌های تئاتر و سینما را همان‌جا گذراند. پدرش در آن زمان به سید علی خامنه‌ای بسیار نزدیک بود اما در سال ۱۳۸۰ با کنار گذاشته شدنش توسط حکومت، به تدریج از بیت رهبری دور شد.
زم که در انتخابات ۱۳۸۸ به ستاد انتخاباتی مهدی کروبی نزدیک بود و با تحریریهٔ سحام‌نیوز (سایت حزب اعتماد ملی) همکاری می‌کرد، پس از رخدادهای پس از انتخابات آن سال بازداشت و شکنجه شد. او در خرداد ۱۳۹۰ با پاسپورت خودش از مرز قانونی گذشت و به مالزی رفت اما پس از این سفر به «فرار» متهم شد. زم از مالزی به ترکیه و از آنجا به فرانسه پناهنده شد. همکاری‌اش با سحام‌نیوز قطع شد و آمدنیوز را تأسیس کرد. محتوای آمدنیوز ترکیبی از اخبار و اطلاعات راست و دروغ بود که زم ادعا می‌کرد مدارک و مستندات آن‌ها را از طریق ارتباطاتش در ایران به دست می‌آورد. زم برای نخستین بار از ماجرای ۶۳ حساب قوه قضاییه پرده برداشت. او بود که دربارهٔ وجود بدل سید علی خامنه‌ای، رهبر ایران سخن گفت و با جدیت پیگیر اتهام سعید طوسی، قاری قرآن متهم به تجاوز به کودکان بود.
اعتراضات دی ۱۳۹۶ نقطهٔ عطف زندگی زم و کانال آمدنیوز بود که به اتاق جنگی علیه جمهوری اسلامی تبدیل شده بود. بر اساس برخی شواهد، آمار بازدیدهای این کانال در برخی از روزهای دی ۱۳۹۶ بیش از دو میلیون بود. تلگرام در همان روزها به درخواست وزیر ارتباطات ایران و به خاطر انتشار محتوایی که «دعوت به درگیری مسلحانه» عنوان شد، کانال آمد نیوز را مسدود کرد اما خیلی زود کانال دیگری به نام «صدای مردم» جای آن را گرفت. چند ماه بعد و در اردیبهشت ۱۳۹۷، دولت ایران، پیام‌رسان تلگرام را به‌طور کلی فیلتر کرد.
زم در مهر ۱۳۹۸ در سفر به عراق بازداشت و به ایران منتقل شد. در ۲۲ مهر وی روبه‌روی دوربین سپاه پاسداران اعتراف کرد که «اعتماد به کشورهای دیگر اشتباه است». او اولین نفری نبود که در صدا و سیمای جمهوری اسلامی علیه خودش «اعتراف» می‌کرد. زم در تیر ۱۳۹۹ در دادگاه عمومی به ریاست ابوالقاسم صلواتی، و همچنین دادگاه انقلاب به اتهام «افساد فی الارض» به اعدام محکوم شد و پس از تأیید حکم اعدام در دیوان عالی کشور در ۱۸ آذر، چهار روز بعد در ۲۲ آذر ۱۳۹۹ با طناب دار اعدام شد. این اعدام در حالی صورت گرفت که خود روح‌الله زم تا آخرین لحظات از تأیید حکم اعدام و اجرای آن خبر نداشت و خانواده‌اش هم پس از اعدام آگاه شدند.

## زندگی

### خانواده و سال‌های آغازین
روح‌الله زم فرزند محمدعلی زم از روحانیون حکومتی ایران بود و به همین دلیل، امکان نزدیکی او با فرزندان مسئولان فراهم شد. او گفته بود که یک سال در دبستان فرهنگ، متعلق به غلامعلی حدادعادل درس خوانده و از این مدرسه اخراج شده‌است. روح‌الله در سازمان بهینه‌سازی مصرف سوخت با مهدی هاشمی همکاری کرد و به گفتهٔ خودش در دوره‌ای صاحب یک نمایندگی بستنی آیس‌پک در شهرری بوده‌است. پدر روح‌الله زم مدتی در کسوت تهیه‌کننده در سینمای ایران فعالیت داشت و سبب ورود فرزندش به حیطهٔ سینما شد. دفتر سینمایی محمدعلی زم اوایل سال ۱۳۹۰ به شکل مشکوکی طعمهٔ حریق شد.
زم پدر در دوران حکومت جمهوری اسلامی سمت‌هایی مثل ریاست حوزه هنری سازمان تبلیغات اسلامی (۱۳۵۹–۱۳۸۰)، معاون اجتماعی شهرداری تهران، ریاست سازمان فرهنگی هنری شهرداری تهران، ریاست هیئت‌مدیرهٔ انجمن صنفی ویدیو رسانه و عضویت در شوراهای مختلف در صدا و سیما و وزارت ارشاد را داشته‌است. او در سال ۱۳۹۶ نامزد دهمین دورهٔ شورای اسلامی شهر تهران بود اما نتوانست رای لازم را کسب کند و در سمت پیشینش یعنی معاون فرهنگی و اجتماعی دبیرخانهٔ شورای عالی مناطق آزاد ایران به کار خود ادامه داد.
روح‌الله زم از ازدواج اولش یک دختر و از ازدواج دومش یک دختر داشت که هر دو همراه با مهسا رازانی (همسر دومش) در فرانسه زندگی می‌کنند.

### تأسیس آمدنیوز
زم پس از حوادث انتخابات ۱۳۸۸ از ایران خارج شد. ابتدا به مالزی و سپس به فرانسه رفت و در آنجا سایت و کانال تلگرامی آمدنیوز (صدای مردم) را راه‌اندازی کرد.
در دوران فعالیت آمدنیوز همواره نقدهایی در مورد صحت و سقم اخبار منتشره و منابع خبری این رسانه وجود داشت. با این‌حال تأثیر اخبار آمدنیوز بر جامعه و حتی روابط بین سران جمهوری اسلامی را نمی‌توان انکار کرد. در جریان اعتراضات سال ۱۳۹۶ آمدنیوز به‌عنوان رسانهٔ اصلی مورد اعتماد معترضان شناخته می‌شد. زمانی که این کانال با درخواست وزیر ارتباطات ایران از شرکت تلگرام بسته شد حدود ۱/۵ میلیون نفر مخاطب داشت و زمانی که کانال «صدای مردم» به عنوان جایگزین آن ایجاد شد، در مدت کوتاهی اعضایش به صدها هزار نفر رسید. مدتی بعد این کانال ادعا کرد دختر رئیس دستگاه قضایی وقت به اتهام جاسوسی برای سفارت بریتانیا، به دستور وحید حقانیان و توسط نیروهای اطلاعات سپاه بازداشت شده‌است. در آن مقطع، میزان پذیرش این اتهام در حدی بود که حداقل ۱۰ مقام ارشد حکومتی (از رئیس و سخنگوی قوه قضاییه و دادستان کل کشور گرفته تا وزیر اطلاعات و رئیس سازمان اطلاعات سپاه) شخصاً برای تکذیب آن وارد صحنه شدند. برخی اصول‌گرایان تندرو در ایران دولت حسن روحانی را به دادن اطلاعات به سایت «آمد نیوز» متهم می‌کردند و پس از بازداشت زم در سال ۱۳۹۸ این فرضیه مطرح شد که این پرونده، بهانهٔ تازه‌ای برای بازداشت‌ها و تسویه حساب‌های سیاسی در ایران است.
در اسفند ۱۳۹۷ مستند ایستگاه پایانی دروغ از صدا و سیمای جمهوری اسلامی ایران پخش شد که در آن ادعا شد روح‌الله زم بازیچهٔ نیروهای اطلاعاتی ایران بوده‌است.

## دستگیری‌ها

### سال ۱۳۸۸
روح‌الله زم که از منتقدان محمود احمدی‌نژاد محسوب می‌شد پس از اعتراضات سال ۸۸ توسط وزارت اطلاعات جمهوری اسلامی ایران دستگیر شد. در بهمن سال ۱۳۹۰ با انتشار نامه‌ای سرگشاده خطاب به سید علی خامنه‌ای گفت که در دوران بازداشتش در زندان اوین تحت شکنجه‌های مختلف قرار گرفته‌است. او در آن نامه توضیح داده بود که در زمان بازداشت ساعت‌ها به میله‌های فلزی بسته شده بود و در حالت خمیده در مکانی نگهداری می‌شد تا اعترافات مورد نظر بازجویان علیه پدرش، مهدی هاشمی رفسنجانی، غلامحسین کرباسچی، محمد خاتمی و مهدی کروبی از او گرفته شود. در قسمتی از این نامه آمده‌است:
«اطمینان کافی دارم شما نیز به مانند شاه سابق ایران، صدای ملت را زمانی خواهید شنید که دیر شده‌است. اما یک فرق اساسی میان شاه فقید و شاه فعلی ایران وجود دارد. او برای آرام نمودن خشم مردم و جلوگیری از کشتار مردم از ایران خارج شد و آینده سیاسی خود را به دست سرنوشت و ملت ایران سپرد، اما شما قصد واگذاری حکومت و سپردن سرنوشت به دست ملت ایران را ندارید.»

### دستگیری خانواده
سال ۱۳۹۶ برادر، دو خواهر و همسر یکی از خواهران روح‌الله زم در مقاطع مختلف بازداشت شده و مدتی زندانی بودند. مدیر آمدنیوز مدعی شد که این اقدامات جهت تحت فشار قرار دادن او و تیم خبری‌اش است.
در روز ۱۹ مهر ماه ۱۳۹۶، سردبیر کانال تلگرامی آمد نیوز پستی را منتشر کرد که در آن نوشته شده بود: به دلیل بازداشت دو نفر از اعضای خانوادهٔ روح‌الله زم، اسناد دست اولی را منتشر خواهیم کرد. ساعاتی پس از این پست، پدر روح‌الله زم در نامه‌ای دو پهلو، دستگیری دو فرزندش را تأیید و در کنار انتقاد نرم از مسئولان جمهوری اسلامی ایران فرزندش را به آرامش بیشتر فراخواند. در بخشی از آن نامه آمده بود:
اگر دوستان آن نهاد نظامی-سیاسی، گذرنامه‌ات را به آن زودی تحویل نداده و تو را تشویق به خروج از کشور نکرده بودند و پس از خروج قانونی‌ات از کشور متهم به «فرار» نکرده بودند و شرایط لج و لجبازی و تعقیب و گریزها و امنیت‌زدایی‌های بچه‌گانه در دیار غربت مالزی و ترکیه را پیش رویت قرار نداده بودند، این وخامت پیش نیامده بود.

### سال ۱۳۹۸
در ۲۲ مهر ۱۳۹۸ رسانه‌های داخل ایران خبر از دستگیری روح‌الله زم توسط سازمان اطلاعات سپاه دادند. سپاه پاسداران در اطلاعیه‌ای که در این‌باره منتشر کرد بدون اشاره به زمان و مکان این بازداشت، گفت که زم را به داخل کشور هدایت و بازداشت کرده‌اند. پیش‌تر رئیس پلیس بین‌الملل نیروی انتظامی ایران اعلام کرده بود که ایران، از طریق اینترپل به دنبال استرداد تعدادی از متهمان پرونده‌های اقتصادی و مخالفان سیاسی، از جمله روح‌الله زم است.
همزمان در کانال تلگرام آمدنیوز پیامی مبنی بر دستگیری زم با لوگوی سپاه پاسداران منتشر شد که نشان می‌داد این سازمان کنترل کانال آمدنیوز را در اختیار گرفته‌است. برنامه ۲۰:۳۰ تلویزیون جمهوری اسلامی ایران چند ساعت پس از انتشار خبر دستگیری زم، ویدیویی کوتاه از اعتراف تلویزیونی او را پخش کرد. در این ویدیو زم در اظهاراتی کوتاه و خلاصه‌شده از رفتارهای رسانه‌ای‌اش در سال‌های اخیر ابراز پشیمانی کرد و گفت که «از نظام هم عذرخواهی می‌کند». پس از انتشار خبر دستگیری، بعضی مقامات بلندپایه مانند ابراهیم رئیسی رئیس قوهٔ قضائیه، علی شمخانی دبیر شورای عالی امنیت ملی و محمدحسین باقری رئیس ستاد کل نیروهای مسلح ایران با انتشار بیانیه‌هایی به این موضوع واکنش نشان دادند.
یک روز پس از دستگیری زم نشریهٔ فرانسوی فیگارو در مقاله‌ای مدعی شد تشکیلات امنیتی ایران یک زن جوان به نام شیرین نجفی را برای دیدار با روح‌الله زم به محل اقامت او در فرانسه فرستاده بودند. شیرین نجفی، زم را متقاعد کرده برای دیدار با سید علی سیستانی به نجف عراق سفر کند و زم پس از ورود به نجف توسط نیروهای امنیتی ایران دستگیر و به داخل کشور منتقل شده‌است. پیش‌تر علی جوانمردی هم موضوع «ترغیب زم برای سفر به عراق توسط شیرین نجفی از همکاران آمدنیوز» را مطرح کرده‌بود. مهسا رازانی، همسر روح‌الله زم تأیید کرد همزمان با سفر زم به عراق، یکی از همکاران سایت آمدنیوز به‌نام شیرین نجفی در عراق حضور داشته ولی دستگیر نشده‌است. در پاسخ به این ادعاها شیرین نجفی گفت که در کشاندن زم به عراق هیچ نقشی نداشته‌است و آخرین بار شب قبل از اعلام خبر بازداشت روح‌الله زم، با او تلفنی گفتگو کرده‌است. نجفی در مصاحبه با ایران اینترنشنال گفت که صبح دوشنبه وقتی قصد انتشار خبر در کانال تلگرام آمدنیوز را داشته متوجه شده دسترسیش مسدود شده و همزمان دوستانش در تماس تلفنی به او اطلاع داده‌اند که تلویزیون ایران خبر بازداشت زم را اعلام کرده‌است. او تأیید کرد که زم قرار بود مهمان دفتر «سیستانی» باشد و با نمایندهٔ او دیدار کند. دفتر علی سیستانی هر نوع ارتباط بین روح‌الله زم و این دفتر را تکذیب کرد. چند روز بعد محمدعلی زم با ساده‌دل و سهل‌انگار خواندن پسرش تأیید کرد دستگیری او به بهانهٔ ملاقات با مرجعیت شیعه اتفاق افتاده‌است. او که از سال ۹۶ به این‌سو سمت‌های مدیریتی‌اش در جمهوری اسلامی را از دست داده‌است، از سپاه بابت دستگیری فرزندش تقدیر کرد و از خامنه‌ای و سپاه پاسداران برای روح‌الله زم طلب حلالیت و بخشش کرد.
روزنامه فیگارو در گزارش مذکور به احتمال همکاری دولت فرانسه در دستگیری روح‌الله زم هم اشاره کرده بود و از امکان آزادی فریبا عادلخواه و رولاند مارشال دو فرانسوی محبوس در ایران، در قبال این همکاری سخن گفته‌بود. وزارت خارجه فرانسه با انتشار بیانیه‌ای و با اشاره به این‌که زم در آن کشور پناهنده بوده بازداشت او را محکوم کرد.
در ۲۵ مهر ۱۳۹۸ بی‌بی‌سی فارسی به نقل از منبعی آگاه در دولت عراق خبر داد که دستگاه اطلاعاتی عراق همزمان با ورود هواپیمای حامل روح‌الله زم به بغداد او را بازداشت کرده و پس از یک روز طبق موافقتنامهٔ استرداد مجرمان، به ایران تحویل داده‌است. در حالی‌که برخی کنشگران سیاسی این عملیات را «ربایش» توصیف کردند بی‌بی‌سی نوشت زم در عراق ربوده نشده و در بخش ترانزیت فرودگاه بغداد به نیروهای اطلاعاتی جمهوری اسلامی تحویل داده شده‌است. همسر زم پیش‌تر گفته بود که پس از ورود زم به عراق یک روز از او خبری نداشته تا این‌که روز ۲۱ مهر، در تماس تلفنی یک‌دقیقه‌ای با لحن و ادبیاتی غیرمعمول خبر از سلامتی‌اش داده و بعد از آن خبر بازداشتش منتشر شده‌است.
سپاه پاسداران در اطلاعیهٔ خود، دستگیری زم را «عملیات حرفه‌ای، هوشمندانه و چندوجهی با به‌کارگیری روش‌های نوین اطلاعاتی و شگردهای ابتکاری» توصیف کرده بود و گفته بود برای این اقدام موفق به فریب دادن سرویس‌های بیگانه شده‌است. رادیو فرانسه به نقل از منابع آگاه به وضعیت عراق می‌گوید دستگیری زم در بغداد و انتقال وی به تهران کار دشواری نیست و نیازی به عملیات هوشمندانه و شگرد ابتکاری ندارد و شاید هدف سپاه از به کار بردن این ادبیات، افزون بر تبلیغات، اشاره به فریب دادن روح‌الله زم برای دیدار با سیستانی است. در اول آبان ۱۳۹۸ سخنگوی سپاه پاسداران مدعی شد که بخش عمدهٔ اعضای شبکهٔ روح‌الله زم پیش از بازداشت او شناسایی شده‌اند و نیاز چندانی به اعترافات او نیست. یک روز قبل‌تر وبسایت گرداب (زیرمجموعهٔ سپاه پاسداران) از افرادی که با آمدنیوز همکاری داشته‌اند، خواسته بود خودشان را معرفی کنند تا در مجازات احتمالی‌شان تخفیف درنظر گرفته شود.

#### عوامل ربوده شدن و دستگیری
در برخی از منابع، از سه ضلع یعنی سودابه خرسند (با نام مستعار شیرین نجفی) و میثم خامنه‌ای (یکی از پسران سید علی خامنه‌ای) و نیز دفتر سید علی سیستانی (مرجع تقلید)، به عنوان عوامل زمینه‌ساز ربوده شدن روح‌الله زم یاد شده‌است. پس از اجرای حکم اعدام و انتقادهایی که به سکوت سیستانی از زمان دستگیری تا اعدام زم مطرح شد دفتر او طی اطلاعیه‌ای اعلام کرد رئیس دفتر سیستانی در قم در ۳۰ مهر ۱۳۹۹ با ابراهیم رئیسی در این باره جلسه‌ای داشته و یک ماه پس از آن جلسه مقامات ایرانی طی یک پاسخ رسمی، هرگونه سوء استفاده از نام سیستانی در جریان بازداشت روح‌الله زم را قاطعانه تکذیب کرده‌اند.

## دادگاه‌ها

### اولین دادگاه
در ۲۱ بهمن ماه ۱۳۹۸ نخستین دادگاه وی برگزار شد. بنابر گزارش‌ها، این دادگاه از ساعت ۸ صبح در شعبهٔ ۱۵ دادگاه انقلاب تهران به ریاست قاضی ابوالقاسم صلواتی آغاز شد و در ابتدا متن کیفرخواست، شامل ۱۷ بند اتهامی، توسط نمایندهٔ دادستان قرائت شد. همچنین برخی منابع گزارش کردند که این جلسهٔ دادگاه «بیش از سه ساعت» و در دو نوبت برگزار شده‌است.
۱۷ بند اتهام شامل این موارد هستند:
1. «تحریک مؤثر نیروهای رزمنده و اشخاصی که به نحوی در خدمت نیروهای مسلح هستند به عصیان، فرار، تسلیم یا عدم اجرای وظایف نظامی»
2. «افساد فی الارض»
3. «تشکیل و ادارهٔ کانال آمدنیوز و صدای مردم»
4. «جاسوسی به نفع سرویس اطلاعاتی اسرائیل به واسطهٔ سرویس اطلاعاتی یکی از کشورهای منطقه»
5. «جاسوسی به نفع سرویس اطلاعاتی کشور فرانسه»
6. «همکاری با دولت آمریکا علیه جمهوری اسلامی ایران»
7. «اجتماع و تبانی به قصد ارتکاب جرایم علیه امنیت داخلی و خارجی کشور»
8. «مشارکت در فعالیت تبلیغی علیه نظام جمهوری اسلامی ایران و به نفع گروه‌ها و سازمان‌های مخالف نظام به‌طور گسترده»
9. «عضویت و مدیریت پایگاه خبری سحام‌نیوز»
10. «مشارکت در اغوا و تحریک مردم به جنگ و کشتار به قصد برهم زدن امنیت کشور»
11. «مشارکت در جمع‌آوری اطلاعات طبقه‌بندی شده به قصد ارائه به دیگران با هدف برهم‌زدن امنیت کشور»
12. «مشارکت در نشر اکاذیب به‌طور گسترده»
13. «توهین به مقدسات اسلام»
14. «توهین به سید روح‌الله خمینی و سید علی خامنه‌ای»
15. «توهین به مقامات و مأموران در حال انجام وظیفه یا به سبب آن»
16. «تحصیل مال از طریق نامشروع جمعاً به میزان نود و هفت هزار و پانصد و پنجاه یورو»
17. «شکایت برخی اشخاص حقوقی و حقیقی»

همچنین غلامحسین اسماعیلی، سخنگوی قوهٔ قضائیه، گفته بود: «در این پرونده غیر از متهم اصلی، ۵ نفر هم بازداشت شده و تعدادی هم احضار شدند اما پروندهٔ روح‌الله زم از بقیه تفکیک شده‌است».

### دومین دادگاه
روح‌الله زم، در دومین دادگاهش با رد کردن اتهام افساد فی الارض و دیگر اتهام‌ها علیه خود، دربارهٔ پرسش رئیس دادگاه در ارتباط با «مسئول بودن» در اعتراض‌های دی‌ماه ۹۶ نیز گفت که «این موضوع ارتباطی با من ندارد.» او همچنین گفت که پیش از بروز ناآرامی‌های دی ۹۶ در ایران، با کانال تلگرامی آمدنیوز به‌طور موقت قطع ارتباط کرده و از اواسط سال ۹۷ کنترل این کانال تلگرامی را در اختیار داشته‌است. زم در پاسخ سؤال صلواتی مبنی بر همکاری با سرویس اطلاعاتی فرانسه گفت پس از مکالمهٔ روحانی و مکرون و انتشار اطلاعات شخصی و آدرس محل سکونتش در سایت‌های داخل ایران، پلیس فرانسه به دلیل نگرانی از احتمال ترور برایش تیم حفاظتی سنگینی قرار داده بودند و به او گفته بودند «بعد از مکرون سنگین‌ترین تیم حفاظت برای تو است».
در این جلسه همچنین شکایت نهاد ریاست‌جمهوری از روح‌الله زم مطرح شد و معاونت حقوقی ریاست‌جمهوری، زم را متهم کرد که نامه‌ای جعلی مبنی بر موافقت حسن روحانی با ورود زنان به ورزشگاه منتشر کرده‌است. زم در واکنش به این شکایت گفت: «این نامه با امضای آقای واعظی بود، نامه را ما تهیه نکرده بودیم بلکه برای ما ارسال شده بود». او همچنین دربارهٔ اتهام «همکاری با دولت متخاصم آمریکا» گفت: «آمریکا دولت متخاصم نیست».
قاضی دادگاه در این جلسه همچنین خبر داد که پس از بازداشت برادر ناتنی روح‌الله زم، پدر زم نامه‌ای به رهبر جمهوری اسلامی داده و با موافقت علی خامنه‌ای، برادر ناتنی روح‌الله زم آزاد شده‌است. او به زمان وقوع این رویدادها اشاره نکرد.

### چهارمین دادگاه
چهارمین دادگاه روح‌الله زم، روز دوشنبه ۱۵ اردیبهشت ماه ۱۳۹۹ در شعبهٔ ۱۵ دادگاه انقلاب به ریاست قاضی صلواتی برگزار شد. او اتهام «اقدام علیه امنیت ملی» را رد کرد و گفت که نوشته‌های او در راستای فعالیت مطبوعاتی‌اش بوده‌است. زم در پاسخ به سؤال صلواتی که پرسید آیا اتهام اقدام علیه امنیت داخلی و خارجی جمهوری اسلامی ایران را می‌پذیرد، گفت: «خیر، من کار مطبوعاتی می‌کردم».
برخی منابع در گزارشی از این جلسهٔ دادگاه نوشته که صلواتی به مواردی چون «آموزش ساخت کوکتل مولوتوف، ماسک ضد اشک‌آور» و راه‌های «زمین انداختن موتورسوارهای» امنیتی اشاره کرده و آن‌ها را به روح‌الله زم و کانال تلگرام «آمدنیوز» نسبت داده‌است. اما زم در پاسخ گفت: «این‌ها مربوط به من نیست و یکسری مطالب کپی بود و یکسری نیز تحت‌القائات بود». زم تأکید کرد که او «خبرنگار» بوده و «کار خبری» می‌کرده‌است.

### ششمین دادگاه
ششمین و آخرین جلسهٔ دادگاه زم در ۲۰ خرداد ۱۳۹۹ برگزار شد. به نوشتهٔ خبرگزاری‌های داخل ایران، زم در این جلسه اتهام «اجتماع و تبانی به قصد ارتکاب جرم علیه امنیت داخلی» و «توهین به مقدسات» را رد کرده اما اتهاماتی چون «توهین به مأموران دولتی و تحریک مردم به اغتشاش»، «نشر اکاذیب» و «حمایت از «محکومان امنیتی و خانوادهٔ پهلوی» را پذیرفته‌است.

## محکومیت
غلامحسین اسماعیلی، در نشست روز سه‌شنبه، دهم تیر ۱۳۹۹ از صدور حکم اعدام برای روح‌الله زم خبر داد و تأکید کرد که این حکم «غیرقطعی و قابل فرجام‌خواهی» است و چنانچه زم به آن اعتراض کند، «پرونده به دیوان عالی ارسال می‌شود». او گفت دادگاه «۱۳ مورد از عنوان‌ها ریزِ او را از مصادیق افساد فی‌الارض دانسته و حکم اعدام صادر کرده‌است» و جاسوسی برای دو کشور فرانسه و اسرائیل نیز از جمله اتهامات زم شمرده شده‌است؛ و در مورد چند مورد اتهامی که «افساد فی‌الارض نبوده»، زم به مجازات حبس محکوم شده‌است.

### اعتراض به حکم دادگاه
روز چهارشنبه ۱۸ تیر ۱۳۹۹ دبیر دریابیگی بلوردی وکیل مدافع روح‌الله زم گفت که «ما نسبت به رأی دادگاه [اعدام] اعتراض کرده‌ایم و در حال حاضر اطلاعی از اینکه پرونده به دیوان عالی کشور رفته‌است یا خیر ندارم». به گفته وکیل روح‌الله زم، دادگاه باید پرونده را به دیوان عالی کشور ارسال کند.

#### تأیید فرجام‌خواهی
روز سه‌شنبه ۷ مرداد ۱۳۹۹، غلامحسین اسماعیلی، سخنگوی قوه قضائیه جمهوری اسلامی، گفت نسبت به رأی صادرشده فرجام‌خواهی شده و این درخواست به دیوان عالی کشور رفته‌است. او گفت دیوان عالی کشور هنوز دربارهٔ این فرجام‌خواهی اظهارنظر نهایی نکرده‌است.

### تأیید اعدام توسط دیوان عالی
روز سه‌شنبه ۱۸ آذر ۱۳۹۹، غلامحسین اسماعیلی سخنگوی قوه قضائیه جمهوری اسلامی اعلام کرد که حکم اعدام روح‌الله زم توسط دیوان عالی کشور تأیید شده‌است.

## مصاحبه با خبرنگار صدا و سیما
در شامگاه ۲۰ تیر ۱۳۹۹، مصاحبه ۳۰ دقیقه ای به نام «بدون تعارف» از شبکه دوم صدا و سیمای جمهوری اسلامی پخش شد که بسیاری آن را «اعتراف اجباری» خواندند. در این مصاحبه علی رضوانی، به عنوان مجری، سوالات متعددی دربارهٔ زندگی شخصی و رسانه‌ای روح‌الله زم مطرح کرد. علی رضوانی چند بار در ابتدا و لابه لای برنامه تأکید کرد که این مصاحبه در خارج از بازداشتگاه و زندان ضبط شده‌است اما روح‌الله زم در بخش‌های پایانی این برنامه به‌طور ضمنی این سخنان مجری را رد کرد.
در شبکه‌های اجتماعی زندانیان سیاسی پیشین گفتند که مکان ضبط این مصاحبه در مجموعه بازداشتگاه ۲-الف، متعلق به سازمان اطلاعات سپاه پاسداران، در زندان اوین و ساختمانی پشت بازداشتگاه اصلی است که پیشتر نیز اعترافات اجباری شماری از زندانیان سیاسی و عقیدتی در آن ضبط شده‌است. تصاویر پشت صحنه آن نشان می‌دهد زم با چشم‌بند درحال انتقال به جلوی دوربین است. زمان تهیه این فیلم مشخص نیست ولی در بخشی از گفتگو، روح‌الله زم تأیید می‌کند که مدت‌هاست در محل تهیه این فیلم نگهداری می‌شود.

### مصاحبه
مجری برنامه روح‌الله زم را متهم به راه‌اندازی اغتشاشات در ایران کرد که با واکنش زم مواجه شد و خطاب به مجری گفت: «شما می‌گویید اغتشاشات، ما می‌گوییم اعتراضات». در ادامه، مجری برنامه روح‌الله زم را متهم به «خیانت به مردم» کرد که زم این اتهام را قبول نکرد که مردم را به خطر انداخته‌است و گفت «مردم خودشان کف خیابان بودند». در این مصاحبه همچنین از زبان زم گفته شد که «سه، چهار نفر» از منابع و مرتبطان او در ایران بازداشت شده‌اند و «اسامی بزرگ» دیگری در این پرونده وجود دارد.
او در بخش دیگری از سخنانش، گفت که در مقطعی این اندیشه بر او غلبه کرده‌است که باید نظام دیگری جایگزین جمهوری اسلامی شود. در بخشی از این برنامه، مجری از زم پرسید که اگر قاضی بودی به خودت چه حکمی می‌دادی، زم در پاسخ به تعیین حکم خارج از رویه قضاییه و از «روز اول» بازداشت خود اشاره کرد و گفت که «سختگیرانه از روز اول گفتند اعدام.» زم در حالی که به سئوالی دربارهٔ «تغییر وزن» پس از بازداشت پاسخ می‌داد، خطاب به رضوانی گفت که من در دو سه ماه اول بعد از بازداشت «در همین محلی که داریم حرف می‌زنیم» از ۹۸ کیلو به ۱۰۸ کیلو رسیدم اما بعد ۲۰ تا ۲۵ کیلو وزن کم کردم.»

## اعدام
زم در سحرگاه ۲۲ آذر ۱۳۹۹ به‌وسیله طناب دار اعدام شد. به نوشتهٔ خبرگزاری هرانا، زم روز پنج‌شنبه ۲۰ آذر ۱۳۹۹ از بازداشتگاه ۱ الف سپاه در تهران به بند ۸ زندان رجایی شهر کرج (بند سپاه پاسداران) منتقل شد و پس از گذشتِ ۲۴ ساعت، برای ملاقات با خانواده‌اش به زندان اوین برده شد و چند ساعت بعد، مجدداً به زندان رجایی شهر بازگردانده شد. او از زمانِ انتقال تا هنگامِ اعدام در اعتصاب غذای خشک بود.
زم حدود ساعت ۴ صبح ۲۲ آذر طی یک تماس تلفنی با دخترش در فرانسه صحبت کرد. به گفتهٔ نیاز (دختر بزرگ زم) پدرش با او راجع به روز قیامت صحبت کرده بوده، گویی دارد وداع می‌کند. در زمان اجرای حکم اعدام، تعدادی از نیروهای اطلاعاتی و امنیتی حضور داشتند. علی همتیان معروف به «رئوف» از بازجویان «اطلاعات سپاه پاسداران» و امین وزیری، نماینده دادستان و دادیار ناظر بر زندانیان سیاسی از جملهٔ این حاضران بودند. پس از اجرای حکم اعدام، پیکر روح‌الله زم حدود ۲۰ دقیقه بر دار نگه داشته شد و زمانی که برخی مقامات انتظامی و امنیتی، از جمله رئیس نیروی انتظامی کرج به محل اعدام رسیدند، پیکر را پایین آوردند.
ساعاتی پس از انتشار خبر اعدام محمدعلی زم در یادداشتی نوشت که به دعوت مسئول پرونده روح‌الله زم در سازمان اطلاعات سپاه همراه خانواده‌اش به دیدار فرزندش رفته‌است. به گفتهٔ او در این دیدار مأمور امنیتی سعی داشته که تأیید حکم اعدام را مخفی نگه دارد و از او خواسته که به فرزندش «خبر تأیید اعدام» را اطلاع ندهند. این مأمور به روح‌الله زم گفته بوده که «اگر حکم تأیید شده باشد که به این سادگی نیست، اجرای آن فرآیندی دارد که ما به تو خواهیم گفت». علاوه بر بی‌خبری روح‌الله زم، خانوادهٔ او نیز از اجرای حکم در روز شنبه مطلع نبوده‌اند و پدرش هم تأکید کرده که قرار بوده روز سه‌شنبهٔ آن هفته به مشهد سفر کنند تا برای آزادی فرزندش دعا بخوانند. محمدعلی زم افزوده روح‌الله دو ماه در اختیار سازمان حفاظت اطلاعات قوه قضاییه بود و آن‌ها به فرزندش وعده داده بود که قرار است طبق نظر رئیس قوه قضاییه با «یک نفر از آن طرف» مبادله شود. مأموران از زم خواسته بودند که در ازای طرح مبادله، برخی مسائل را در مقابل دوربین عنوان کند و گفته بودند این موارد فقط برای اطلاع ابراهیم رئیسی تهیه می‌شود. به گفتهٔ او فیلم اعترافات اجباری که پیش از اعدام روح‌الله در صدا و سیما پخش شد و در آن موضوع «دریافت دلار از کشورهای خارجی و جاسوسی و لو دادن جای قاسم سلیمانی» توسط روح‌الله زم مطرح شد، نتیجهٔ همین اقدام مسئولان سازمان حفاظت اطلاعات قوهٔ قضاییه بوده‌است. او نوشت که مأموران امنیتی فرزندش را «گول» زدند و روح‌الله زم تأیید کرده بوده که این اتهامات «دروغ» هستند. به نوشتهٔ محمدعلی زم مأموران امنیتی پرینت حساب بانکی روح‌الله زم از سال ۹۰ به بعد را در اختیار داشتند و مجموع ورودی حساب او در این مدت ۹۷ هزار و ۵۰۰ دلار بوده‌است، مبلغی که به گفته بعضی دوستان او از طرف دولت فرانسه به عنوان پناهنده به او پرداخت شده‌است.
در ۲۳ آذر ۱۳۹۹ محمدعلی زم طی یادداشتی دیگر در حساب کاربری اینستاگرامش نوشت که مأموران امنیتی چند بار به خانوادهٔ روح‌الله زم گفته بودند که «او تا دو سه روز دیگر از بند ۲ الف زندان اوین که تحت کنترل سپاه پاسداران است، به بند عمومی منتقل می‌شود و از امکانات بهتر و ملاقات بیشتر برخوردار خواهد شد». او تأکید کرد که در روند رسیدگی به پرونده روح‌الله زم، علاوه بر اینکه حق «درخواست اعاده دادرسی» متهم سلب شده، حق نوشتن وصیت‌نامه و اطلاع از زمان اعدام نیز از روح‌الله زم گرفته شده‌است. به گفته وی، عجله کردن در اعدام روح‌الله زم نشان دهندهٔ ارادهٔ حقیقی قانونی و فراقانونی بوده‌است.

## در نظرگاه دیگران

### واکنش‌ها به پخش مصاحبه او در تلویزیون ایران
بخشی از مصاحبه که زم گفت «شما می‌گویید اغتشاشات، ما می‌گوییم اعتراضات»، در شبکه‌های اجتماعی بازتاب بسیاری داشت و کاربران پخش این قسمت را شکست تهیه‌کنندگان فیلم دانسته‌اند که قصد داشتند از این فیلم علیه روح‌الله زم استفاده کنند. بسیاری از کاربران این مصاحبه را مصادیق «شکنجه» و «اعتراف تحت فشار» تفسیر کردند.
در شبکه‌های اجتماعی حملات زیادی به علی رضوانی شد و بسیاری او را یک «بازجو-خبرنگار» تعبیر کردند. رامین سید امامی، فرزند کاووس سید امامی، مدتی قبل فاش کرده بود که پس از کشته‌شدن پدرش در حین بازداشت، «علی رضوانی» همان فردی بوده‌است که «به همراه تیمی از سازمان اطلاعات سپاه پاسداران با چند وانت و جعبه به زیرزمین خانه سید امامی رفتند و اقدام به صحنه‌سازی» کرده بود. او به ایران اینترنشنال گفت که مادرش، مریم ممبینی، در زمان پخش این برنامه، علی رضوانی را شناسایی کرده بود که «بازجوی او از سوی سازمان اطلاعات سپاه پاسداران در زمان حمله مأموران امنیتی به منزلشان در تهران» بوده‌است.

#### واکنش گزارشگران بدون مرز
سازمان گزارشگران بدون مرز، پخش «اعتراف‌های تلویزیونی» از روح‌الله زم را مصداق «شکنجه» خواند و اعلام کرد: «بازجویی تلویزیونی، اعتراف آشکار رژیم ایران به انجام جرم شکنجه زندانی است و شکنجه از مصادیق بارز جنایت علیه بشریت است.» گزارشگران بدون مرز با اشاره به تضییع حقوق زم به عنوان یک متهم اعلام کرده که او در همهٔ مدت بازداشت در سلول انفرادی و تا امروز، از حق دیدار با خانواده‌اش و انتخاب وکیل محروم بوده‌است.

### واکنش‌ها به اجرا و حکم اعدام
- در ۲۵ بهمن ۱۳۹۸ سازمان گزارشگران بدون مرز نسبت به احتمال صدور حکم اعدام برای روح‌الله زم هشدار داد و ابراز نگرانی کرد. این سازمان با اشاره به محاکمهٔ روح‌الله زم توسط قاضی صلواتی اعلام کرد، به دلیل اینکه در میان اتهامات وی «مفسد فی الارض» و «جاسوسی» گنجانده شده مطابق قانون مجازات اسلامی می‌تواند مجازات اعدام را در پی داشته باشند، سازمان گزارشگران بدون مرز از گزارشگران ویژهٔ سازمان ملل خواسته‌است که نسبت به این موضوع اقدام کنند.[۸۰][۸۱]

#### پس از صدور حکم
- روز چهارشنبه ۱۸ تیر ۱۳۹۹، گزارشگران بدون مرز، در بیانیه‌ای دادگاه او را «ناعادلانه» خواند و اعلام کرد که «صدور حکم اعدام را برای روح‌الله زم مدیر کانال اطلاع‌رسانی آمدنیوز محکوم می‌کند و خواهان لغو فوری این حکم غیرقابل پذیرش است». در این بیانیه، ابوالقاسم صلواتی که ریاست دادگاه روح‌الله زم را بر عهده داشت «جلاد روزنامه‌نگاران و وب‌نگاران» توصیف شده‌است.[۸۲][۸۳]
- محمدعلی زم، پدر روح‌الله زم، روز چهارشنبه ۱۳ تیر ۱۳۹۹، این حکم را «غیرقانونی» خواند و تأکید داشت که فرزندش در جریان محاکمه «از ابتدایی‌ترین حقوق خود» محروم مانده‌است. او در ادامه نوشت که روح‌الله زم در جریان دادگاه «هیچ اختیاری برای دفاع کامل و جامع» از خود نداشته و این حق با «بخشنامهٔ یک مقام قضایی به نفع تحقیقات جانبدارانه ضابطان و بازپرسان سلب گردیده‌است». محمدعلی زم در ادامهٔ متن خود به نقل از وکیل روح‌الله زم نوشته که در ملاقات او با موکلش «همیشه یک یا دو نفر از ضابطین حضور یافته» و گفتگوهای این دو را گوش کرده‌اند که همین باعث می‌شده روح‌الله در بیان خود «دچار نوعی تردید و دودلی و سردرگمی باشد». وی سپس عنوان کرده که این مدت فرزندش از ملاقات با خانواده محروم مانده و از این حق خود نیز نتوانسته‌است برخوردار شود.[۸۴][۸۵]

#### پس از اعدام
- ۲۲ آذر ۱۳۹۹ سازمان حقوق بشری عفو بین‌الملل با انتشار بیانیه‌ای اعدام روح‌الله زم را «ضربه‌ای مهلک» به آزادی بیان مطرح و محکوم کرد. دیانا الطحاوی، معاون دفتر خاورمیانه و شمال آفریقا در سازمان عفو بین‌الملل گفت: «ما از اینکه مقامات ایرانی روح‌الله زم، خبرنگار مخالف را سحرگاه امروز اعدام کردند، مبهوت و وحشت زده هستیم. در روز ۱۸ آذر، مقامات اعلام کردند که دیوان عالی کشور حکم اعدام روح‌الله زم را تأیید کرده‌است. مقامات تنها چهار روز بعد حکم اعدام روح‌الله زم را به اجرا گذاشتند. به باور ما این شتابزدگی با هدف قبیح جلوگیری از شکل‌گیری یک کارزار بین‌المللی برای نجات جان وی صورت گرفته‌است.»[۸۶]
- تارنمای اینترنتی سرویس اقدام خارجی اتحادیه اروپا نوشت که این اتحادیه، اقدام جمهوری اسلامی در اعدام روح‌الله زم را به شدت محکوم کرده و بار دیگر مخالفت قاطع خود با مجازات اعدام تحت هر شرایطی را اعلام می‌کند. بیانیه اتحادیه اروپا بر ضرورت رعایت حقوق انسانی متهمان تأکید می‌کند و از مقامات جمهوری اسلامی می‌خواهد رویه اعترافات تلویزیونی برای اثبات مجرمیت آنها را متوقف کند. اتحادیه اروپا در ادامه بیانیه خود می‌افزاید که حکم اعدام «مجازاتی بی‌رحمانه و غیرانسانی است و برای مقابله با جرایم کارآمدی ندارد». این اتحادیه سپس از ایران می‌خواهد که از صدور و اجرای حکم اعدام در آینده خودداری و به سمت سیاست لغو حکم اعدام حرکت کند.[۸۷]
- همچنین وزارت خارجه فرانسه نیز با انتشار بیانیه‌ای شدیداللحن اعدام روح‌الله زم را اقدامی «وحشیانه و غیرقابل قبول» خواند و آن را به مثابه «حمله به آزادی بیان» دانست. این بیانیه می‌گوید اعدام آقای زم برخلاف قوانین بین‌المللی است و فرانسه بر مخالفت همیشگی خود با حکم اعدام در هر جا و شرایطی تأکید دارد.[۸۷]
- سازمان گزارش‌گران بدون مرز با انتشار توئیتی ضمن ابراز تاسف و تأثر از اجرای حکم «ناعادلانه» اعدام آقای زم، آن را نتیجه «فرمان علی خامنه‌ای» رهبر جمهوری اسلامی دانست. این سازمان همچنین با انتقاد از میشل باشله کمیسر عالی حقوق بشر و جاوید رحمان گزارش‌گر ویژه سازمان ملل در امور حقوق بشر در ایران، نوشت که قبلاً آنها را از ممکن بودن اجرای این اعدام مطلع کرده بود.[۸۷]
- آن لینده، نخست‌وزیر سوئد: اخبار ناخوشایند از اعدام روح‌الله زم روزنامه‌نگار در ایران خبر می‌دهد. سوئد، مانند سایر کشورهای اتحادیه اروپا، کاملاً مخالف مجازات اعدام است. ایران باید به تعهدات بین‌المللی حقوق بشری، از جمله آزادی بیان و آزادی مطبوعات احترام بگذارد.[۸۸]
- وزارت خارجه کانادا در توییتی با محکوم کردن اعدام روح‌الله زم، بر ایستادگی در مقابل کسانی که «به دنبال تضعیف کار بنیانی و امنیت روزنامه‌نگاران» هستند تأکید کرده‌است. وزارت خارجه کانادا در ادامه اضافه کرد: «ما همچنان به دفاع از آزادی رسانه‌ها پایبندیم و ایران را مسئول نقض حقوق بشر می‌دانیم.».[۸۹]
- سخنگوی وزارت خارجه آلمان نیز ضمن ابراز انزجار از اعدام روح‌الله زم، گفت که کشورش در هر شرایطی اعدام را رد می‌کند. این سخنگو همچنین «ربودن» روح‌الله زم از یک کشور دیگر را «شوکه» کننده خواند.[۸۹]
- سازمان دیدبان حقوق بشر اعدام روح‌الله زم را محکوم کرد. تارا سپهری‌فر، محقق ایران در دیده‌بان حقوق بشر، گفت: «اعدام روح‌الله زم نشان می‌دهد که ایران تا چه اندازه از مجازات ظالمانه و غیرانسانی اعدام به عنوان سلاحی برای سرکوب استفاده می‌کند.» تارا سپهری‌فر در ادامه گفت که جهان نباید چشمان خود را بر نقض آشکار حقوق بشر در ایران ببندد. این مقام سازمان دیدبان حقوق بشر خواستار توضیح مقام‌های امنیتی عراق در خصوص چگونگی بازداشت روح‌الله زم و انتقال او به ایران شد.[۸۹]
- کمیته حفاظت از روزنامه‌نگاران در بیانیه‌ای مدیر کانال تلگرامی «آمدنیوز» را محکوم کرد. شریف منصور، هماهنگ‌کننده خاورمیانه و شمال آفریقای کمیته حفاظت از روزنامه‌نگاران، در واشینگتن گفت: «مقام‌های ایرانی با اعدام روح‌الله زم به باندهای جنایتکار و افراط گرایان خشونت طلبی پیوستند که با قتل روزنامه‌نگاران را ساکت می‌کنند.»[۸۹]
- رضا پهلوی، ولیعهد پیشین ایران در پیامی گفت، «وحشت بزرگ نظام‌های توتالیتر در اواخر عمر، چرخش فرزندان نزدیکان‌شان علیه نظام و افشای اسرارشان است. قتل روح‌الله زم برای ارعاب روح‌الله‌های دیگری است که در راه این چرخشند.» رضا پهلوی اضافه کرد: روح‌الله زم «بی‌گناه، قربانی رژیم خون‌ریز شد.»[۸۹]
- آن لینده، وزیر امور خارجه سوئد: اخبار ناخوشایند از اعدام روح‌الله زم روزنامه‌نگار در ایران خبر می‌دهد. سوئد، مانند سایر کشورهای اتحادیه اروپا، کاملاً مخالف مجازات اعدام است. ایران باید به تعهدات بین‌المللی حقوق بشری، از جمله آزادی بیان و آزادی مطبوعات احترام بگذارد.[۹۰]
- جیک سالیوان، گزینه جو بایدن برای منصب مشاور امنیت ملی ایالات متحده، در توییتی نوشت: «اعدام روح‌الله زم، خبرنگاری که از دادرسی قانونی محروم و به دلیل استفاده از حقوق جهان‌شمول خود محکوم شد، یکی دیگر از موارد دهشتناک نقض حقوق بشر توسط رژیم ایران است». و ایالات متحده در کنار هم پیمانان خود مقابل نقض حقوق بشر در ایران «ایستادگی خواهد کرد و ساکت نخواهد ماند.».[۹۱]
- روز دوشنبه ۲۴ آذر ۱۳۹۹ میشل باچله، کمیسر عالی حقوق بشر سازمان ملل متحد با انتشار بیانیه‌ای اعدام روح‌الله زم را محکوم کرد.[۹۲]
- روز دوشنبه ۲۴ آذر ۱۳۹۹ کارشناسان حقوق بشر سازمان ملل، جاوید رحمان گزارشگر ویژه سازمان ملل متحد و اگنس کالامار گزارشگر ویژه اعدام روح‌الله زم و اعدام‌های غیرقانونی، شتابزده و خودسرانه را محکوم کردند.[۹۳]

### لغو نشست اقتصادی اروپا با ایران
روز یکشنبه ۲۳ آذر ۱۳۹۹، کمیته اجرایی نشست تجاری ایران و اروپا اعلام کرد که این نشست لغو شده و آن را به زمان دیگری موکول کرده‌است. این نشست قرار بود در روزهای ۲۵ تا ۲۷ آذر به صورت مجازی برگزار شود و در آن پیرامون چگونگی گشایش در روابط ایران و اتحادیه اروپا بحث و تبادل‌نظر شود. به عقیده بسیاری از رسانه‌ها این تعویق بخاطر اعدام روح‌الله زم بوده و پیش از آن، دبیر سیاسی روزنامه گاردین که مجری این نشست بود اعلام کرد که در واکنش به اعدام زم، از حضور در آن انصراف داده و اعدام وی را «انزجارآمیز» خواند.